# Fabrizio Bisconti
Fabrizio Bisconti (* 23. Oktober 1955 in Orbetello; † 22. März 2022 in Rom) war ein italienischer Christlicher Archäologe.

## Leben
Fabrizio Bisconti studierte an der Universität La Sapienza Altphilologie mit einem Abschluss in antiker christlicher Literatur mit einer Arbeit über De ave Phoenice von Lactantius. Er spezialisierte sich danach am Pontificio Istituto di Archeologia Cristiana mit einer thematisch innovativen Dissertation über die Szenen des Handels in den römischen Katakomben.
Er war seit 1989 Bibliothekar, dann Professor für Kunstgeschichte, dann Professor für Ikonographie am Pontificio Istituto di Archeologia Cristiana (dt. Päpstliches Institut für Christliche Archäologie) in Rom. Er lehrte zudem seit 2013 spätantike Archäologie und christliche und mittelalterliche Ikonographie an der Fakultät für Literatur und Philosophie der Universität Rom III. Parallel war er Amtsträger der Pontificia Commissione di Archeologia Sacra und seit 2001 Magister der Pontificia Accademia Cultorum Martyrum. Er engagierte sich für die Erhaltung der christlichen Katakomben in ganz Italien, insbesondere für die Katakomben in Rom.
Papst Johannes Paul II. ernannte ihn 2001 zum Magister (Vorsteher) der Päpstlichen Akademie Cultorum Martyrum.
Er förderte, leitete und koordinierte Ausgrabungs- und Restaurierungskampagnen zahlreicher in den römischen Katakomben erhaltener Bildwerke, wobei er auf innovative Techniken zurückgreift, vor allem auf die Laserablation, mit der seit 2008 in den Katakomben von Santa Tecla experimentiert wird. Zu den archäologischen Ausgrabungen gehören die Entdeckung der römischen Katakombe in der Via Latina 135, die Ausgrabungen im Bereich der Sebastian-Katakomben, die vom Heiligen Philipp Neri aufgesucht wurden, die Ausgrabungen in der Orpheus-Stätte in der Calixtus-Katakombe, die Ausgrabungen in der Katakombe der Heiligen Mustiola in der Basilika San Mustiola in Chiusi, die Katakombe der Villa San Faustino in Massa Martana und die Ausgrabungen in der Velata-Region und im zweiten Stock des Priscilla-Friedhofs, die noch nicht abgeschlossen sind.
Bisconti war ordentliches Mitglied der Päpstlichen Römischen Akademie für Archäologie, korrespondierendes Mitglied des Deutschen Archäologischen Instituts und Mitglied des Ständigen Förderausschusses des Internationalen Kongresses für Christliche Archäologie. Seit 2018 war er Mitglied des technischen und wissenschaftlichen Ausschusses für Archäologie des italienischen Kulturministeriums. Er war Autor zahlreicher Veröffentlichungen mit über zweihundert Monographien und Artikel und leitete die Schriftenreihe „Ricerche di Archeologia e Antichità Cristiane“ (deutsch Forschungen zu Archäologie und christlichen Altertümern) für den Verlag Tau Editrice.
Fabrizio Bisconti starb am 22. März 2022 völlig überraschend nach kurzer Krankheit im Alter von 66 Jahren in Rom. Er wurde in der Basilika San Sebastiano fuori le mura in Rom bestattet.

## Schriften (Auswahl)
- Genesi e primi sviluppi dell’arte cristiana: i luoghi, i modi, i temi In: A. Donati (Hrsg.): Dalla terra alle genti. La diffusione del Cristianesimo nei primi secoli. Electa, Mailand 1996, S. 71–93.
- La pittura paleocristiana. In: A. Donati (Hrsg.): Romana Pictura. La pittura romana dalle origini all'età bizantina. Electa, Mailand 1998, S. 33–53.
- Mestieri nelle catacombe romane. Appunti sul declino dell'iconografia del reale nei cimiteri cristiani di Roma. Pontificia Commissione di Archeologia Sacra, Città del Vaticano 2000.
- Pietro e Paolo: l’invenzione delle immagini, la rievocazione delle storie, la genesi delle teofanie. In: A. Donati (Hrsg.): Pietro e Paolo: la storia, il culto, la memoria nei primi secoli. Electa, Mailand 2000, S. 43–52.